# Tongde, Guangdong
Tongde (kinesiska: 同德) är ett stadsdelsdistrikt (jiedao) i sydöstra Kina. Det ligger i stadsdistriktet Baiyun i provinshuvudstaden Guangzhou i provinsen Guangdong. Antalet invånare är 105 310. Befolkningen består av 50 511 kvinnor och 54 799 män. Barn under 15 år utgör 10,0 %, vuxna 15-64 år 83 %, och äldre över 65 år 6,0 %.